# Elena Artamendi
Elena Artamendi García (Barcelona, 7 de agosto de 1939) es una gimnasta y dirigente deportiva española. Fue campeona de España de Gimnasia de con siete títulos consecutivos de 1958 a 1964. En 1960 participó en los Juegos Olímpicos de Roma.

## Trayectoria
Empezó a dedicarse a la gimnasia a los 13 años -casi por casualidad explicaba ella- en una España franquista en la que el deporte femenino era poco habitual y en la que socialmente se recordaba a la mujer que su principal cometido era mantenerse en el hogar. "Mezcla de intelectual -profesora de piano-, deportista -campeona de España de gimnasia, desde 1958- y ama de casa -según puede acreditar por la labor que en la suya realiza- que da como resultante una mujer exquisita y más, cuando su encanto femenino se ve realzado por sentimientos nobles -como puede ser, por ejemplo, que aspira a ser madre de prole numerosa- y su rostro es un trasluz de belleza, bondad y timidez" escribía El Mundo Deportivo en 1963 sobre la campeona española.
Miembro del Club Tenis Barcino especializada en gimnasia artística, fue tercera en la segunda edición del Campeonato de Cataluña en 1955 y entre 1958 y 1964 consiguió siete títulos consecutivos en el Campeonato de España.
Formó parte del primer equipo español que participó en unos Juegos Olímpicos (Roma, 1960). Participó también al Campeonato Europeo el 1963, donde fue finalista en la barra de equilibrio. Ganó el Campeonato de Cataluña con el Gimnasio Blume en 1964. Se retiró de la competición en 1965, y pasó a ser entrenadora y jueza.
A primeros de los años setenta entró a formar parte de la Junta Directiva de la Federación Catalana de Gimnasia y en 1977 fue nombrada presidenta del Comité Técnico femenino además de pasar a formar parte del Comité Técnico de la Federación Española. Posteriormente, ya en los años ochenta, fue vicepresidenta primera de la Federación Catalana y ocupó provisionalmente la presidencia, después de la repentina muerte de Joan de la Llera. En 1988, cuando Maria Rosa Guillamet accedió a la presidencia de la federación, siguió todavía unos años como responsable de la artística femenina catalana.

## Premios, reconocimientos y distinciones
- Medalla de Bronce de la Real Orden del Mérito Deportivo, otorgada por el Consejo Superior de Deportes (2007)[4][5]